# Eriastrum signatum
Eriastrum signatum är en blågullsväxtart som beskrevs av D.Gowen. Eriastrum signatum ingår i släktet Eriastrum och familjen blågullsväxter. Inga underarter finns listade i Catalogue of Life.